# 対馬市立東部中学校

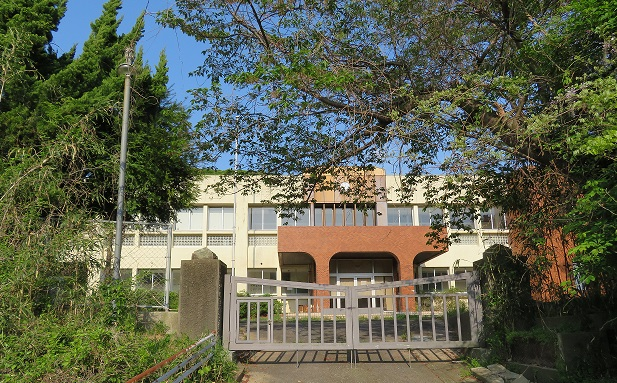
志多賀中学校跡

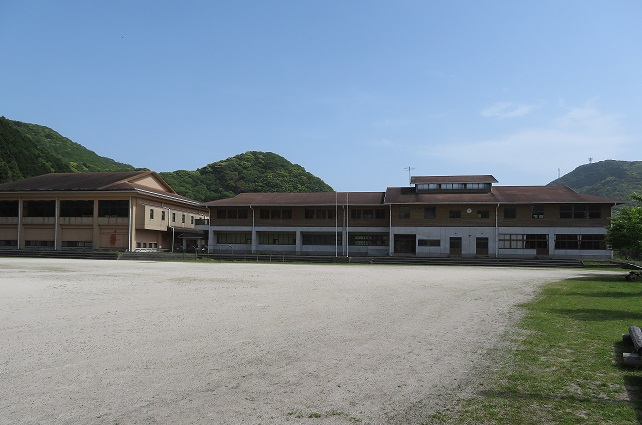
南陽中学校跡

対馬市立東部中学校（つしましりつ とうぶちゅうがっこう, Tsushima City Tobu Junior High School）は、長崎県対馬市峰町佐賀（さか）にある公立中学校。

## 概要
歴史
1947年（昭和22年）4月の学制改革（六・三制の実施）により、「峰村立東部中学校」として開校した。2012年（平成24年）に創立65周年を迎えた。

校区
- 対馬市峰町[1]の後に「佐賀（さか）、櫛（くし）、志多賀（したか）」の続く地区[2]。
- 対馬市上対馬町[3]の後に「茂木（もぎ）、琴（きん）、芦見（あしみ）、一重（ひとえ）、小鹿（おしか）」の続く地域。
- 小学校区は対馬市立東小学校。

## 沿革
- 1947年（昭和22年）4月1日 - 学制改革（六・三制の実施）。
  - 旧・佐賀国民学校の初等科が改組され、峰村立佐賀小学校となる。
  - 旧・佐賀国民学校の高等科および旧・佐賀青年学校が改組され、「峰村立東部中学校」（新制中学校）となる。
    - 旧・佐賀青年学校校舎を仮校舎として使用。井田幸が初代校長に就任。
    - 志多賀分校を設置。（場所:峰村志多賀213番地, 峰村立志多賀小学校に併設。）
- 1950年（昭和25年）11月 - 峰村佐賀618番地に校舎を新築し、移転。
  - 旧・鶏知（けち）重砲連隊の被服庫の払い下げを受け移築しようとしたが、それだけでは足りず、地元の有力者所有の桧を使用して建設された。
- 1954年（昭和29年）
  - 4月1日 - 志多賀分校が分離し、峰村立志多賀中学校として独立。
  - 4月 - 校門除幕式を挙行。
- 1959年（昭和34年）9月 - 台風14号により大きな被害を受け、修理を行う。
- 1962年（昭和37年）度 - 特別教室を整備。
- 1963年（昭和38年）- 職員室を増築。
- 1965年（昭和40年）5月 - へき地集会場（講堂・雨天体操場）が完成。
- 1966年（昭和41年）
  - 4月 - 給食調理室が完成。ミルク・パンの給食を開始。
  - 5月2日 - 完全給食を開始。
- 1967年（昭和42年）度 - 在籍生徒数が最大の169名（6学級）を記録。
- 1976年（昭和51年）
  - 4月1日 - 峰町の発足に伴い、「峰町立東部中学校」に改称。
  - この年 - 特別教室棟を増築。
- 1967年（昭和51年）- 県道拡幅工事のため、校地・校舎の移転が決定。同年9月より新校舎の建設が開始。
- 1977年（昭和52年）
  - 8月 - 現在地に新校舎が完成。旧校舎退去式を挙行。跡地には1983年（昭和58年）に中対馬開発総合センター（北緯34度27分26.5秒 東経129度22分7.5秒 / 北緯34.457361度 東経129.368750度）が建設された。
  - 9月 - 新校舎への移転を完了。
- 1979年（昭和54年）
  - 3月 - 体育館が完成。
  - 6月 - 新校門除幕式を挙行。
- 1980年（昭和55年）8月 - 運動場拡張工事が完了。
- 1985年（昭和60年）- 峰町立佐賀小学校の隣接地に東部学校給食共同調理場が完成し、給食が配送されるようになる。
- 1988年（昭和63年）4月1日 - 峰町立志多賀中学校（北緯34度28分58.2秒 東経129度23分49.3秒 / 北緯34.482833度 東経129.397028度）を統合。志多賀中学校の最終年度の在籍生徒数は3年生を含めて32名。
- 2004年（平成16年）3月1日 - 対馬市の誕生により、「対馬市立東部中学校」（現校名）となる。
- 2011年（平成23年）4月1日 - 対馬市立南陽中学校（北緯34度33分30.3秒 東経129度27分25.8秒 / 北緯34.558417度 東経129.457167度）を統合。

## アクセス
最寄りのバス停
- 対馬交通 - 「佐賀診療所前」、「診療所前」バス停

最寄りの道路
- 長崎県道39号上対馬豊玉線

## 周辺
- 対馬市立東小学校（旧・佐賀小学校）
- 対馬市消防本部峰出張所